# Pan African Christian University College
Das Pan African Christian University College (dt. Pan Afrikanische Christliche Universität; kurz: PACUC oder PACU) in Winneba ist ein University College in Ghana, das der University of Cape Coast angeschlossen ist. Es ist eine Bildungseinrichtung der Church of God. Beim offiziellen National Accreditation Board wird dieses University College Pan African Christian University genannt. Die Church of God hatte die Universität jedoch als West African Christian University in Accra, in der Greater Accra Region gegründet. Die Umbenennung und der Umzug fanden im Jahr 2006 statt.
Die Universität bietet zurzeit ausschließlich den Bachelor-Abschluss in Bibelstudien an.